# スター・ウォーズ エピソード1/ファントム・メナス
『スター・ウォーズ エピソード1/ ファントム・メナス』（原題：Star Wars: Episode I – The Phantom Menace）は、1999年のアメリカのスペースオペラ映画。ジョージ・ルーカスが監督・脚本、ルーカスフィルムが製作、20世紀フォックス映画が配給し、リーアム・ニーソン、ユアン・マクレガー、ナタリー・ポートマン、ジェイク・ロイド、イアン・マクダーミドらが出演した。「スター・ウォーズ」の新三部作（プリクエル・トリロジー）の第1作であり、「スカイウォーカー・サーガ」の始まりとなる作品で、製作は4作目となる。

## 概要
旧三部作の32年前、銀河共和国の時代を舞台に、ジェダイ・マスターのクワイ＝ガン・ジンと弟子のオビ＝ワン・ケノービが、惑星間の貿易紛争を平和的に解決するために、ナブーのパドメ・アミダラ女王を守ろうとする。そこに、生まれつきフォースの力が強い奴隷のアナキン・スカイウォーカーが加わり、謎のシスの復活に立ち向かう。
1977年の『スター・ウォーズ』以来、22年ぶりにルーカスが監督した作品。
旧三部作をきっかけに全世界の映画館が「ドルビーステレオシステム」を導入した。映画史上初めてドルビーデジタルサラウンドEXと、一部の撮影にデジタルカメラが取り入れられた作品である。
2012年にはデジタル3D版が公開された。

## ストーリー
遠い昔、はるか彼方の銀河系で…。
共和国の政治は腐敗の道を進んでいた。辺境惑星と貪欲なヌート・ガンレイ率いる通商連合の間で貿易関税率をめぐる論争が繰り返されていた上、腐敗が進む元老院は本来の機能を失い、無為無策の極みにあった。業を煮やした通商連合が惑星ナブーを見せしめとして威嚇包囲するに至り、元老院最高議長ヴァローラムは、共和国の守護者ジェダイに紛争仲裁のための助力を求める。
ジェダイ・マスターのクワイ＝ガン・ジンとパダワン（弟子）のオビ＝ワン・ケノービの2人が、特使としてナブーに派遣された。だが、二人はバトル・ドロイドの一団に襲撃され、乗ってきた船も失う。二人のジェダイは、今まさにナブーへの武力進攻を開始しようとする通商連合の降下艇に乗り込み、一路ナブー首都のシードを目指す。クワイ＝ガンは道中、ナブーの原住種族グンガンの一人で、現在は集落を追放された若者ジャー・ジャー・ビンクスを救出し、彼の助力でグンガンからボンゴの提供を受けることに成功した。シードに潜入したジェダイは、拘束寸前であったナブー元首アミダラ女王を救出し惑星を離脱するも、封鎖線を突破する際に船が損傷し、共和国首都惑星コルサントへの航行が不可能となる。一行はやむを得ず、修理のために砂漠の惑星タトゥイーンに降り立つ。
ジャンク・パーツ屋に訪れた一行は、幼い奴隷の少年アナキン・スカイウォーカーに出会う。人間にもかかわらずポッドレーサーを操るアナキンの能力に驚いたクワイ＝ガンはレース前日の夜にアナキンの血液を採取し、船で待つオビ＝ワンへ血液データを送信してジェダイの能力の源である「フォース」を操るミディ＝クロリアン値を計測させる。アナキンの血液にはヨーダ並みのミディ＝クロリアン値が検出され驚くオビ＝ワンにクワイ＝ガンはアナキンは伝説の「フォースに安定をもたらす者」と確信し、アナキンをポッド・レースに送り出す。
当のアナキンはアミダラの侍女であるパドメ・アミダラと出会い、二人は親睦を深めていく。ポッド・レースでの賭けに勝ったクワイ＝ガンは船のパーツを手に入れると共にアナキンを奴隷から解放し、ジェダイになる道を示すが、アナキンの母シミ・スカイウォーカーは奴隷のまま自由を得ることは出来なかった。「ジェダイになって、必ず助けに来る」と母に誓ったアナキンは、惑星コルサントに向かうジェダイ・アミダラ一行に加わる。その折、一行は謎の戦士ダース・モールの襲撃を受ける。クワイ=ガンはモールとライトセーバーで対決し、辛くも窮地を脱する。モールは1000年前に滅んだといわれるシスの暗黒卿の末裔であり、通商連合を裏で操る同じくシスの暗黒卿であるダース・シディアスの弟子であったが、クワイ＝ガンたちがそれを知る由も無かった。
一行はコルサントに到着し、アミダラはヴァローラム最高議長の計らいで執り行われた緊急議会に出席してナブーの現状を報告するとともに惑星の即時開放を訴えた。しかし汚職と密約によってまるで機能しない議会に失望したアミダラは、ナブー選出の元老院議員パルパティーンの案を受け入れ、最高議長を不信任とし、選挙の実施を要求する強硬手段に出た。一方、アナキンはクワイ＝ガンに連れられてジェダイ聖堂を訪れるが、ヨーダらジェダイ評議会の面々はアナキンの年齢と精神的な弱さを指摘してアナキンの修行を認めず、アナキンを弟子にしたいというクワイ＝ガンの直訴も了承しなかった。やがてアミダラは選挙の結果を待たず、パルパティーンの制止を無視し自らナブーに戻って解放作戦を行うことを決意する。クワイ＝ガンとオビ＝ワンは引き続き女王の護衛任務を担うこととなり、修行の問題が保留となったアナキンも再び一行に同行する。
ナブーに帰還した一行は、長年ナブー人と対立していたグンガンの協力を取り付けるべく交渉するが、話は平行線を辿る。そこに侍従であるはずのパドメが名乗り出て、実は現在のアミダラは影武者で、自身こそが真のアミダラ女王であることを告げた。パドメの必死の訴えに心打たれたボス・ナスは和解に応じ、共同戦線を展開することになる。グンガンの大部隊が敵主力を引き付ける中、女王と親衛隊、ジェダイが宮殿に侵入して戦闘機を奪還。軌道上のドロイド制御艦を破壊してバトル・ドロイドを無力化し、ガンレイ総督の身柄を確保するというものである。格納庫での戦闘の最中、戦闘機のコクピットに潜り込んだアナキンは戦闘機のブラスターでパドメたちを援護するが、自動操縦機能が働いたためにそのまま軌道上へ飛び立ち、空戦に巻き込まれる。そして女王率いるナブー義勇軍と2人のジェダイの前には、更に大量のバトル・ドロイドと、ダース・モールが立ちはだかるのであった。

## キャスト
※括弧内は日本語吹き替え
- クワイ＝ガン・ジン - リーアム・ニーソン（津嘉山正種）
- オビ＝ワン・ケノービ - ユアン・マクレガー（森川智之）
- アミダラ女王/パドメ - ナタリー・ポートマン（坂本真綾）
- アナキン・スカイウォーカー - ジェイク・ロイド（矢島晶子）
- パルパティーン議員 / ダース・シディアス - イアン・マクダーミド（小林勝彦 / 坂口芳貞）
- メイス・ウィンドゥ - サミュエル・L・ジャクソン（玄田哲章）
- C-3PO - アンソニー・ダニエルズ（岩崎ひろし）
- R2-D2 - ケニー・ベイカー
- ヨーダ - フランク・オズ（永井一郎）
- ダース・モール - レイ・パーク、ピーター・セラヴィノフィッツ（声）（山路和弘）
- シミ・スカイウォーカー - ペルニラ・アウグスト（鈴木弘子）
- ジャー・ジャー・ビンクス - アーメド・ベスト（田の中勇）
- ボス・ナス - ブライアン・ブレスド（大平透）
- シオ・ビブル - オリヴァー・フォード・デイヴィス（阪脩）
- ワトー - アンディ・セコム（麦人）

## 地上波放映履歴
| 回数  | テレビ局   | 番組名             | 放送日         | 放送時間    |
| ----- | ---------- | ------------------ | -------------- | ----------- |
| 初回  | 日本テレビ | 金曜ロードショー   | 2002年7月12日  | 21:03-23:39 |
| 2回目 | フジテレビ | ゴールデンシアター | 2003年5月10日  | 21:00-23:39 |
| 3回目 | 日本テレビ | 金曜ロードショー   | 2005年6月24日  | 21:03-23:39 |
| 4回目 | 日本テレビ | 金曜ロードショー   | 2010年5月7日   | 21:00-23:24 |
| 5回目 | 日本テレビ | 金曜ロードSHOW!    | 2015年12月25日 | 21:00-22:54 |

## スタッフ
- 監督：ジョージ・ルーカス
- 製作：リック・マッカラム
- 製作総指揮：ジョージ・ルーカス
- 脚本：ジョージ・ルーカス
- 撮影：デヴィッド・タッターサル
- VFX：ILM
- VFXスーパーバイザー：デニス・ミューレン、ジョン・ノール
- デザイン・ディレクター：ダグ・チャン
- 音楽：ジョン・ウィリアムズ
- 効果音：ベン・バート
- 日本語字幕：戸田奈津子
- 日本語吹替翻訳：平田勝茂
- 日本語吹替演出：佐藤敏夫

## カメオ出演
- アナキンの友人であるローディアンのウォルド役で､『エピソード6/ジェダイの帰還』でイウォークのウィケット・W・ウォリックを演じたワーウィック・デイヴィスが出演している[6]。また彼は、ポッドレースのシーンでは観客として素顔を披露している[7]。
- ジェダイのキ＝アディ＝ムンディと通商連合総督であるニモーディアンのヌート・ガンレイの二役を演じたサイラス・カーソンは、冒頭に登場したリパブリック・クルーザーのパイロット役で素顔でも出演している[8]。
- ジェダイのオポー・ランシセスと通商連合法律顧問であるニモーディアンのルーン・ハーコの二役を演じたジェローム・ブレイクは、銀河元老院副議長で惑星シャンバラ出身のシャングリアンのマス・アミダも演じている[7]。
- ナブーの警備兵役で、本シリーズでルーク・スカイウォーカーを演じたマーク・ハミルの息子のネーサン・ハミルが出演している[9]。
- コルサントの会議場で会議が行われているシーンで、議席に映画『E.T.』に登場したE.T.が3人座っている[10][11]。その内の一人は「グレブレイプス（Grebleips）」という名前が設定されており、スティーヴン・スピルバーグの姓であるスピルバーグ（Spielberg）を逆から読んだものである[12]。因みに『E.T.』では、エリオットの私物としてグリードやランド・カルリジアン、ボバ・フェット等のフィギュアや、ハロウィンの日に街中でヨーダに扮装した子供が登場するシーンがある。
- グンガンのパレードのシーンで、プリンセス・エリー役でジェイク・ロイドの妹のマディソン・ロイドが出演している[13]。
- アミダラの侍女のサーチェ役でフランシス・フォード・コッポラの娘のソフィア・コッポラが、ナブーの兵士役で息子のロマン・コッポラが出演している[13]。
- 映画のスタッフも多数出演している。
  - プロデューサーのリック・マッカラム、編集のベン・バートとポール・マーティン・スミスは、パルパティーンがナブーに到着した際に出迎えた役人役で出演している[14]。
  - ポッドレースのシーンでビブ・フォーチュナを演じたのは、『ジェダイの帰還』に出演したマイケル・カーターではなく、音響監督のマシュー・ウッドである[15]。
  - 特撮部門の責任者のジョン・ノールはナブー・スターファイターのパイロット役とポッド・レースのスタートと周回数を示すライトのシーンに出演。また、ポッド・レースのライトのシーンにはデザイン監督のダグ・チャンも出演している[13]。

## 製作

### 脚本執筆
『エピソード4/新たなる希望』の執筆過程でルーカスは、自分が構想する物語が1本の映画に納めるにはあまりに壮大であると判断した結果、1作目が大成功した場合に続編を作られるような構成にした。1作目は結局、サーガの中の第2の3部作に属する映画にまで発展した。第3稿の時点でルーカスは2つの続編を作る権利を含めた契約を交渉していた。彼はまた、その時点で彼の執筆プロセスを支援するためにかなり凝ったバックストーリーを用意していた。『エピソード4/新たなる希望』の続編『エピソード5/帝国の逆襲』を執筆している間、ルーカスは異なる方向への物語を検討し、悪役のベイダーをヒーローのルークの父親とし、かつてジェダイの騎士だったアナキンがフォースの暗黒面に落ちてベイダーとなってしまったという裏話を創作した。これによりルーカスはシリーズを3部作にすると決め、映画を『エピソード2』から『エピソード5』に変更した。ルーク3部作の最終作、『エピソード6/ジェダイの帰還』でベイダーは悲劇的なキャラクターとなり、最終的に救済された。しかしながらルーカスは、彼自身は「燃え尽き」たので、「シリーズ製作を休む」と述べた。
1987年に離婚で財産の多くを失ったジョージ・ルーカスは、『スター・ウォーズ』に復帰したいという欲求を無くし、『エピソード6/ジェダイの帰還』の時までに続編三部作を非公式に中止した。しかし、ルーカスが大部分のバックストーリーを開発した時から、前日譚についてのアイデアは彼を魅了し続けた。1990年代初頭、『スター・ウォーズ』はダークホースによるコミック作品とティモシイ・ザーンによる小説三部作により人気が復活した。観客は前日譚となる新三部作に期待し、また、CGI技術の発展もあり、ルーカスは監督復帰を考えた。1993年、「ルーカスが続編を作る予定である」と『バラエティ』などで報じられた。ルーカスは、アナキンではなくオビ＝ワン・ケノービを主役とし、アナキンが暗黒面に落ちるまでを描いた悲劇になると概説を語った。またルーカスは『エピソード1～3』をアナキンの幼少期から始めることで、彼の死で終わる『エピソード4～6』と相対的なものとした。これは、フランチャイズを「サーガ」に変更する最終的なステップであった。
1994年11月1日、ジョージ・ルーカスは『エピソード1～3』の執筆を開始した。『スター・ウォーズ』の脚本は、1976年に書かれたルーカスの15ページのアウトラインから翻案された。
初期のアウトラインは元々、ルーカスがキャラクターのバックストーリーやイベントが『エピソード4～6』の前に行われたのを追跡するために設計された。ワーキング・タイトルは『The Beginning』であり、後にルーカスは正式タイトルを、シスの暗黒卿というアイデンティティを隠しつつ表向きは善良な議員を装っているパルパティーンを示して『ファントム・メナス』（「見えざる脅威」）とした。

### 撮影

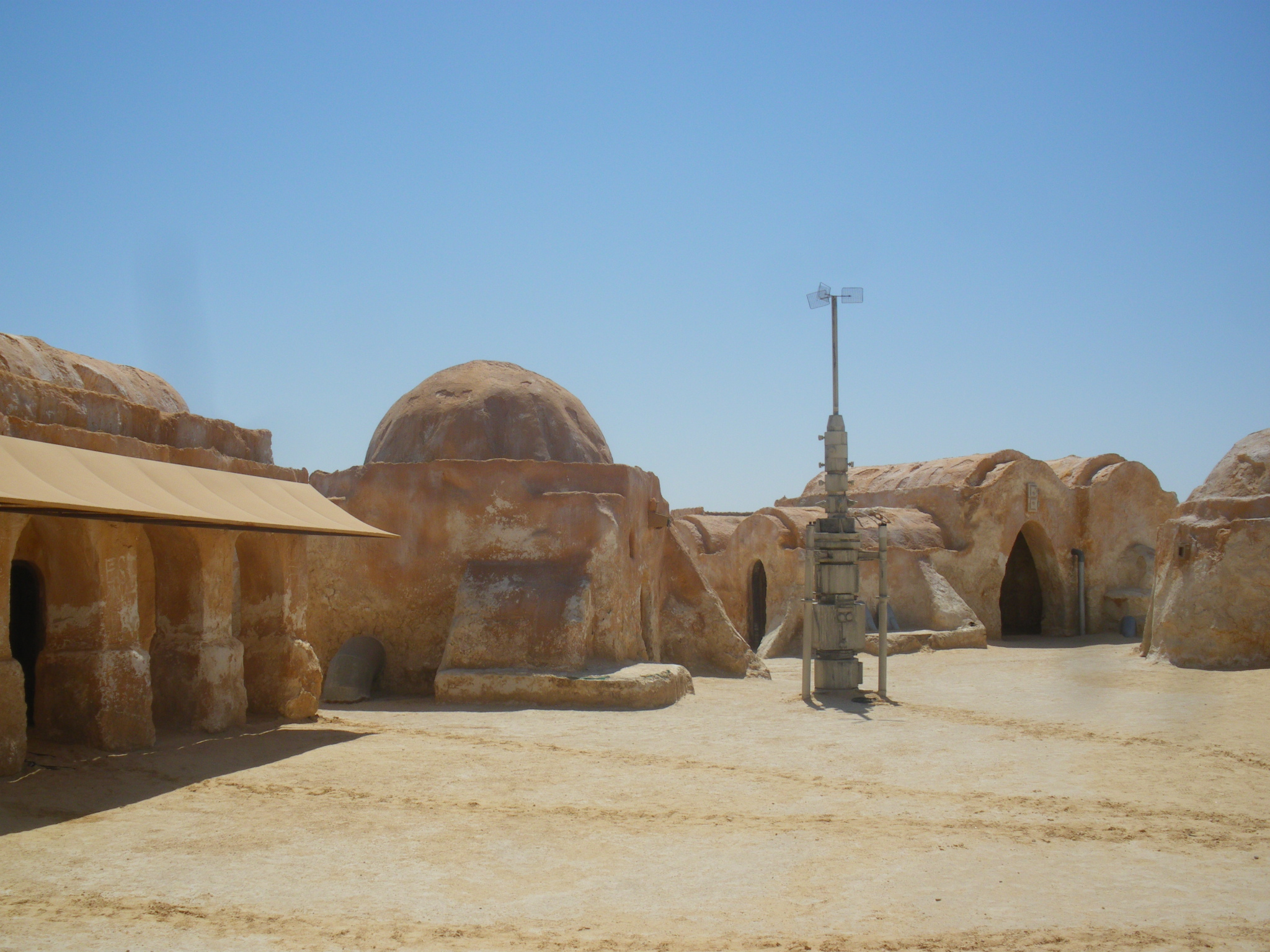
チュニジアの砂漠に建てられたモス・エスパの跡

ルーカスが執筆プロセスを開始する3-4ヶ月以内に、ダグ・チャンと彼のデザインチームが本作のために2年間に及ぶ数千種類以上あるデザインの見直しを開始した。スタント・コーディネーターのニック・ギラードは「エピソード1～3」におけるジェダイの新たな戦闘スタイルを作るために雇われた。ギラードはライトセーバー戦をチェスで「チェックされた全ての動き」になぞらえた。近接武器であるため、ギラードは、ジェダイの剣道などのいくつもの剣術や、テニスのスイングや斧などを組み合わせた戦闘スタイルを考案した、と理論づけた。リーアム・ニーソンとユアン・マクレガーが訓練をしている間、ギラードは1戦闘あたり5から6シークエンスとして、60秒のシークエンスを執筆した。ルーカスは後にジェダイは兵士ではなく「ネゴシエーター（交渉人）」であると言及した。白兵戦の選択は、ジェダイにより精神的で知的な役割を与えることを目的とした。ルーカスは本作が『エピソード4～6』より高度な文明であることから、より凝った衣裳を作ることにした。デザイナーのトリシャ・ビガーと彼女の1000人以上のチームは、世界中の様々な文化からインスピレーションを得て作成した。
撮影は1997年6月26日に始まり、同年9月30日に完了した。主にイングランドのリーブスデン・スタジオで行われたほか、タトゥイーンの場面はチュニジアの砂漠、ナブー宮殿の内部はイタリアのカゼルタ宮殿で撮られた。モス・エスパの街はトズール外の砂漠に建てられた。トズールでの撮影3日目の夜想定外の砂嵐が発生し、多くのセットや小道具が破壊されたが、修理のために迅速にスケジュールを進めたことで予定通りにチュニジアを去ることができた。

### ポストプロダクション
『ターミネーター2』や『ジュラシック・パーク』などで培われたILMのデジタル映像技術がふんだんに注ぎ込まれ、非人間型エイリアンやドロイドのほとんどがCGで描かれている。ヨーダはルーク3部作同様パペットで表現されたが、全身を映すカットのうち数カットでフルCGのヨーダが描かれた。また一見ライブショットに見えるシーンもほとんどが背景合成やデジタル加工、果ては俳優の目線修正などが行われており、ルーカス自身「自分の初めてのアニメーション作品」と称している。また一部で試験的にHD24Pによるデジタル撮影が行われており、次作『スター・ウォーズ エピソード2/クローンの攻撃』にて全面的に導入された。2012年2月に公開されたデジタル3D版やブルーレイ版以降は、ヨーダはパペットではなくフルCGで描かれている。

#### 音楽
前作までと同様に本作の音楽は、ジョン・ウィリアムズが作曲した。ウィリアムズは1998年10月より作業を開始し、1999年2月10日にアビー・ロード・スタジオでロンドン・ヴォイスとロンドン交響楽団の音楽の収録を行った。最も顕著なトラックは、ライトセーバー戦で流れる宗教的なコーラスである"Duel of the Fates"であり、個別のミュージック・ビデオも作られた。アナキンのテーマ曲を作成中にウィリアムズは、彼の幼少時代の潔白を反映し、そして後にベイダーとなる前兆を示すためにメロディに「インペリアル・マーチ」を若干入れた。
サウンドトラック盤は1999年5月4日にソニー・クラシカル・レコーズより発売された。このアルバムは、作曲家によって再構成された音楽をフィーチャーしており、したがって、それは映画で使われた順になっておらず、またCDの容量制限により多くの曲が未収録となっている。2000年11月14日には2枚組の「アルティメット・エディション」が発売された。

## 公開
16年ぶりとなる『スター・ウォーズ』の新作であるため、多くの広告が打たれた。ドリームワークスとユニバーサル・ピクチャーズの『ラブレター/誰かが私に恋してる?』、『ノッティングヒルの恋人』を含むいくつかの作品が本作と同週に公開された。『ラブレター』の興行は失敗したが、『ノッティングヒルの恋人』はむしろ好調で、本作に次いで2位となった。当時ファンの熱狂ぶりは凄まじく、シカゴのChallenger, Gray & Christmasは、220万人のフルタイム従業員が映画を見るために仕事を休み、2億9300万ドルの経済損失が出ると推定。チケット発売の1か月前から行列が出来ていた。
また、イギリスでは小学校の教師すら公開初日は学校を休むとインタビューで答えたり、行列の中にはダース・モールなどのコスプレをしている人もいた。
映画館が公開2週間前までに先売りチケットの販売を許可されなかったことを発表すると長蛇の行列ができた。しかしながら後に全米劇場主協会とルーカスフィルムの協議により、1999年5月12日よりひとり12枚制限で先売りチケットの販売を認めた。その結果、1枚100ドルで売りさばくダフ屋も出現した。『バラエティ』は、劇場オーナーは最初の8〜12週間のうちは最大の劇場で上映するようにルーカスフィルムから命令されていると報じた。
公開2週間、ルーカスフィルムは公開日を1999年5月21日から1999年5月19日に前倒しした。ショーウェスト·コンベンションにてルーカスは、この変更は、ファンは初日に駆けつけるので、週末には家族で見ることができるようにするためだと述べた。1999年6月18日、ルーカスは将来、デジタル撮影へ転換するのを予示し、4台のデジタル・プロジェクターで公開されるだろうと述べた。1999年5月16日にチャリティ・プレミアが行われ、エリザベス・グレイザー小児エイズ財団などに寄付された。

### プロモーション
ルーカスフィルムは本作の広告キャンペーンに2000万ドルを費やし、ハズブロ、レゴ、トライコン・グローバル・レストラン、ペプシコと促進のためにライセンス契約を結んだ。またルーカスフィルムは、『スター・ウォーズ』ファンクラブにより1999年4月30日から5月2日までコロラド州デンバーで行われたスペシャルイベントである「スター・ウォーズ・セレブレーション」を支援した。日本では、ペプシコやレゴだけでなく永谷園、明治製菓などが相次いでライセンスを取得したことで、関連商品のバリエーションが大幅に増えた。
ティーザー予告は1998年11月17日公開の『バグズ・ライフ』の上映で初めて流され、このためだけに入場料を払った者がいたと報じられた。同日にインターネット上に海賊版が流出し、翌日朝には公式サイトで同じ予告編が公開されたが、サーバーは直後にダウンした。
ティーザー・ポスターは1998年11月18日に公開され、アナキンの背後にダース・ベイダーの影が写し出されるというデザインであった。ルーカスはさらに特別編も手掛けたドリュー・ストルザンにポスター製作を依頼し、1999年3月11日に公開された。ルーカスフィルムは米国以外の配給に対し、これを唯一使用可能なデザインとし、ポスターのテキストの変更も認めない契約を結んだ。
タイアップ商品にはルーカスアーツによるプレイステーションとPCゲーム、ウィリアムスによるピンボールマシン、ダークホースコミックスによる全4部のコミックスカラスティックのよるジュニア・ノベルなどがあった。公式ノベライズはルーカスと会って承認と指導を受けたテリー・ブルックスによって執筆された。また日本の『月刊コロコロコミック』では麻宮騎亜による漫画版が1999年7月号と8月号に前後編構成で掲載された。本来は本作のクライマックスまで掲載される予定だったが、麻宮の急病（単に未掲載分の原稿が締め切りに間に合わなかった説もある）のため同誌上では後編の途中で終わり、未掲載分は公開直後に刊行された単行本で書き下ろしという形で掲載された。本作の日本でのコミカライズはこれが唯一である。

### ホームメディア
『ファントム・メナス』は2000年4月4日に2バージョンのVHSが発売された。アメリカでは発売2日間で通常版が450万本、限定版は50万本が売れた。2001年10月16日は『スター・ウォーズ』シリーズで初めてとなるDVDが発売された。DVDでは一部のシーンが劇場公開時と変更されていた。また、公開時に削除されたシーンが収録された。DVDはアメリカで初週に220万本を売り上げた。DVDは2008年11月4日に「エピソード1～3」のボックスとして再発売された。レーザーディスク版はアメリカでDVDが出る数カ月前に日本で発売された。2011年9月16日、『スター・ウォーズ』のBlu-ray Disc版が発売された。

## デジタル3D版
2010年に本シリーズの『エピソード1～6』のデジタル3D化が発表され、その第1弾として本作のデジタル3D版が2012年に公開された。だが、厳密には全てデジタル3D変換されておらず、一部は2Dのままである。
内容は2011年のブルーレイ版の発売に際し修正された「2011年版」に準じ、約3分の新作映像が追加されており、パペットで撮影されたヨーダも『エピソード2/クローンの攻撃』や『スター・ウォーズ エピソード3/シスの復讐』と同じく、すべてCGに差し替えられているなどの修正が加わっている。
以後『エピソード2～6』のデジタル3D版がエピソード順に順次公開される予定だったが、2012年10月にウォルト・ディズニー・カンパニーが本シリーズの製作会社ルーカスフィルムを買収し、『エピソード7』に当たる『フォースの覚醒』を始めとする続三部作である『エピソード7・8・9』の映画製作の決定に伴いその製作に尽力することとなり、全世界での劇場公開興行は事実上の中止状態となっている。この影響から、日本でも劇場公開終了後に『エピソード1』のデジタル3D版のBlu-ray Discの発売が予定されていたが中止となった。
全世界での劇場公開興行は現在も行われていないものの、『エピソード2/クローンの攻撃』と『エピソード3/シスの復讐』のデジタル3D版は完成しており、『エピソード2/クローンの攻撃』のデジタル3D版は2013年7月26日から7月28日にドイツのメッセ・エッセンで開催された『スター・ウォーズ』オフィシャルファンイベントの「スター･ウォーズ セレブレーション ヨーロッパⅡ」にて、『エピソード3/シスの復讐』のデジタル3D版は2015年4月16日から4月19日にアメリカのカリフォルニア州アナハイムで開催された『スター・ウォーズ』オフィシャルファンイベントの「スター･ウォーズ セレブレーションアナハイム」にて、イベント上映されている。

## 評価

### 興行収入
ルーカスはスポンサーや協賛会社等の指示でストーリーや脚本を改変されることを避けるため、製作費は全て自費負担。評価は賛否あったものの、公開時に多くの興行収入記録を破り、商業的に成功を収めルーカス自身も多くの収益を得た。公開初日は『ロスト・ワールド/ジュラシック・パーク』を破って1999年当時で史上最高額となる2800万ドルを売り上げ、さらに公開5日間で1999年当時、史上最速で1億ドルを突破した。また、『インデペンデンス・デイ』と『タイタニック』を破って史上最速で2億ドル、3億ドルを売り上げた作品となった。『ファントム・メナス』は1999年で最も売り上げた作品となり、北アメリカでの興行収入は4億3100万ドル、その他の国々では4億9300万ドルとなった。ただし、『スター・ウォーズ』シリーズの続編ということで封切り後の5日間での北米興行収入は3億ドルという見解が多かった。
北米興行収入は4億3108万ドル、全世界興行収入は9億2237万ドルを記録した。後に3D版が公開されたことにより、北米で4312万ドルを記録し、全世界通算興行収入はシリーズ初の10億ドルを超え、北米・全世界ともにシリーズ最高記録となっている。

### 受賞とノミネート
| 賞                             | 部門                           | 候補者                                                                             | 結果       |
| ------------------------------ | ------------------------------ | ---------------------------------------------------------------------------------- | ---------- |
| アカデミー賞                   | 視覚効果賞                     | デニス・ミュレン、ジョン・ノール、スコット・スキヤーズ、ロブ・コールマン           | ノミネート |
| アカデミー賞                   | 録音賞                         | ゲイリー・ライドストロム、トム・ジョンソン、ショーン・マーフィ、ジョン・ミドグレイ | ノミネート |
| アカデミー賞                   | 音響編集賞                     | トム・エルフォード、ベン・バート                                                   | ノミネート |
| ゴールデンラズベリー賞         | 最低作品賞                     | リック・マッカラム、ジョージ・ルーカス                                             | ノミネート |
| ゴールデンラズベリー賞         | 最低監督賞                     | ジョージ・ルーカス                                                                 | ノミネート |
| ゴールデンラズベリー賞         | 最低脚本賞                     | ジョージ・ルーカス                                                                 | ノミネート |
| ゴールデンラズベリー賞         | 最低助演男優賞                 | ジェイク・ロイド                                                                   | ノミネート |
| ゴールデンラズベリー賞         | 最低助演男優賞                 | ジャー・ジャー・ビンクス（声: アーメド・ベスト）                                   | 受賞       |
| ゴールデンラズベリー賞         | 最低助演女優賞                 | ソフィア・コッポラ                                                                 | ノミネート |
| ゴールデンラズベリー賞         | 最低スクリーンカップル賞       | ジェイク・ロイド、ナタリー・ポートマン                                             | ノミネート |
| 第22回スティンカーズ最低映画賞 | 最低映画デビュー賞             | ジャー・ジャー・ビンクス                                                           | 受賞       |
| 第22回スティンカーズ最低映画賞 | 最低助演男優賞                 | 声: アーメド・ベスト                                                               | 受賞       |
| 第22回スティンカーズ最低映画賞 | 最低子役賞                     | ジェイク・ロイド                                                                   | 受賞       |
| 第22回スティンカーズ最低映画賞 | 最も不愉快なコミックリリーフ賞 | アーメド・ベスト                                                                   | 受賞       |
| 第22回スティンカーズ最低映画賞 | 収益１億ドル以上の最低脚本賞   | ジョージ・ルーカス                                                                 | ノミネート |
| 第22回スティンカーズ最低映画賞 | 最も失望した映画賞             |                                                                                    | ノミネート |
| サターン賞                     | 衣装デザイン賞                 |                                                                                    | 受賞       |
| サターン賞                     | 特殊効果賞                     |                                                                                    | 受賞       |
| MTVムービー・アワード          | アクション・シーン賞           | ポッド・レースのシーン                                                             | 受賞       |
| MTVムービー・アワード          | 格闘賞                         | レイ・パーク、ユアン・マクレガー、リーアム・ニーソン                               | ノミネート |
| MTVムービー・アワード          | 悪役賞                         | レイ・パーク                                                                       | ノミネート |

### 関連商品の不振
本作の関連商品は玩具、出版、ゲームは好調だったが、アパレルではウォルマートに50万ドル分の夏期衣料をキャンセルされる結果となった。
他にもプラモデル、食器などが不振に陥り、1999年における米国の関連商品の売り上げは1億ドル程度に終わった。（ちなみに『エピソード4/新たなる希望』は1978年のケナー社のみで2億ドルの売上である）。関係各社からは「期待外れ」と言われ、ルーカスライセンシング社は「失敗」とした。
トイザらスによると「ルーカスフィルムは455フィート（139m）のホームランを出した。しかし世間は700フィート（213m）のホームランを期待していた。700フィートのホームランなど現実感があまりにもなさすぎる」とのこと。
『スター・ウォーズ』というブランドを過信したルーカスライセンシング社は本作の商品化契約をする各社に過大なミニマムギャランティ（最低保証）を要求した。各社はこれを受け入れたものの、ギャランティを回収しようと大量に商品を供給した。この結果、消費者は多すぎる商品に嫌気がさし、多大な在庫を生んだ。
『エピソード2/クローンの攻撃』ではこの「教訓」を受けて、ギャランティが「（ルーカスライセンシング社は）現実的認識を持つようになったと実感させられる額」になった。

## トリビア
- オビ＝ワンの顔の右側についている三つ編みが、左側に移っているミスシーンがある[11]。
- ワトーのジャンク屋の店内には、『ロスト・イン・スペース』の悪役ロボットが、ジャンク屋の廃品置き場には『2001年宇宙の旅』のポッドが置かれている[78]。
- エンドロールが全て終わり、音楽も終わると、しばらくの空白の後（暗転時）にダース・ベイダーの呼吸音が流れる。ソフト版では曲の最後の音に被るタイミングで呼吸音が入る。これはBGMの「アナキンのテーマ」からダース・ベイダーの呼吸音に切り替えることで、この先の展開のメタファーとなっている。
- アル・ヤンコビックは、「アメリカン・パイ」を元にして「ザ・サーガ・ビギン」という本作のストーリーの歌を上映時に発表した。ミュージック・ビデオは、アナキンの砂漠の星や怪物達の酒場を元にしている。